# The Lion Guard: Return of the Roar
The Lion Guard: Return of the Roar (Nederlands: De Leeuwenwacht: De terugkeer van de brul) is een Amerikaanse televisiefilm uit 2015 geregisseerd door Howy Parkins. De film hoort bij The Lion King-franchise en is de derde vervolgfilm op The Lion King, de oorspronkelijke tekenfilm uit 1994. 
Het verhaal speelt zich chronologisch af wanneer Simba's dochter Kiara nog een welp is. Ernie Sabella en James Earl Jones, die de originele stemmen van Pumbaa en Mufasa inspraken, hernemen hun rol. Verder speelt Max Charles het nieuwe hoofdpersonage Kion in deze film. 
Deze vervolgfilm dient als een inleiding of pilot op de televisieserie The Lion Guard, die op 15 januari 2016 uitkwam. In het Nederlands verscheen de film op 25 maart 2016 op Disney Junior.

## Verhaal
De film speelt zich af tijdens de tweede film in deze franchise wanneer Kiara nog een welp is. Kion is een prins en de jongere broer van Kiara die later koningin zal worden van The Pride Lands. Kiara en Kion zijn beide leeuwenwelpen. Kiara gedraagt zich in tegenstelling tot Kion echter volwassen. Wanneer een spelletje met zijn vriend Bunga misloopt, dreigt Bunga opgegeten te worden door de hyena's. Uit woede ontsluit hij een speciale gave, genaamd The Roar of the Elders. Hiermee verjaagt hij de hyena's.
Het blijkt vervolgens dat die brul iets speciaals is. Kions vader Simba vindt hem echter te jong om die verantwoordelijkheid op zich te nemen, maar Rafiki overtuigt hem om het hem te vertellen. Vervolgens vertelt Simba Kion over The Lion Guard. De eerstgeborene is de troonopvolger zoals Mufasa, Simba en Kiara. De tweede geborene heeft echter een bepaalde gave genaamd The Roar of the Elders. Dus wanneer hij brult, brullen zijn voorouders met hem mee. Dit kan hij als een wapen aanwenden om hun gebied te beschermen. De tweede geborene verzamelt vervolgens de 4 beste leeuwen om zo The Lion Guard te vormen die samen het land verdedigen. Er is echter ook een duister kantje. Het bleek dat de laatste leider van The Lion Guard Scar was en hij misbruikte zijn brul om proberen koning te worden. Scar dwong de rest van de Guard om mee tegen Mufasa te vechten, maar dat weigerden ze. Hierdoor doodde Scar de 4 andere leeuwen, maar Scar wist niet als men de brul voor het kwade aanwendt dat hij die gave voorgoed verliest.
Kion is dus de tweede geborene, maar hij begrijpt zijn vader deels verkeerd. Hij stelt geen Lion Guard van leeuwen samen, maar van verschillende diersoorten. Simba zei dat hij de  fiercest, bravest,  fastest, strongest and keenest of sight (leeuwen) in de Pride Lands moest zoeken. Kion zoekt die waarden echter in andere diersoorten zoals een jachtluipaard. De hyena's vernemen echter dat de Lion Guard terugkomt, waarna ze besluiten om als eerste toe te slaan. Simba is teleurgesteld wanneer hij het groepje ziet. Hij denkt dat hij zijn Lion Guard alleen maar gekozen heeft omdat het Kions vrienden zijn. Kion en zijn vrienden slagen er echter in om de hyena's te verjagen en Simba's vertrouwen te winnen.

## Rolverdeling
- Max Charles als Kion de leeuw, zoon van Simba en leider van The Lion Guard
- Joshua Rush als Bunga de honingdas en lid van The Lion Guard
- Rob Lowe als Simba de leeuw
- Dusan Brown als Beshte, het nijlpaard en lid van The Lion Guard
- Atticus Shaffer als Ono, de zilverreiger en lid van The Lion Guard
- Diamond White als Fuli, het jachtluipaard en lid van The Lion Guard
- Kevin Schon als Timon het stokstaartje
- Ernie Sabella als Pumbaa het knobbelzwijn
- Gabrielle Union als Nala de leeuwin
- Khary Payton als Rafiki de mandril
- Eden Riegel als Kiara de leeuwin
- James Earl Jones als Mufasa de leeuw

## Achtergrond

### Productie
Ongeveer 20 jaar na de première van de eerste film en ongeveer 10 jaar na de première van de derde film kondigde Disney Junior op 9 juni 2014 aan dat ze hadden besloten om te gaan werken aan een nieuwe televisieserie binnen The Lion King-franchise genaamd The Lion Guard. Op 12 augustus 2015 werd bevestigd dat de televisieserie een televisiefilm als inleiding zou krijgen. Tevens werd de naam bevestigd (The Lion Guard: Return of the Roar) en dat de film zou verschijnen in november 2015. Op 9 oktober 2015 werd bekendgemaakt dat de film op Disney Channel zou verschijnen op 22 november 2015.  De eerste aflevering van de televisieserie verscheen op 15 januari 2016.

### Homemedia
Op 23 februari 2016 werd de dvd van deze film uitgebracht.

## Ontvangst
De televisiepremière op 22 november 2015 op de Amerikaanse Disney Channel had 4,1 miljoen kijkcijfers. Hiermee was dit het derde meest bekeken programma die avond en het vijfde meest bekeken programma van die week.